# Eliza Brightwen
Eliza Brightwen (o Lizzie Brightwen o Eliza Elder) (30 de octubre de 1830 – 5 de mayo de 1906) fue una naturalista escocesa. Fue autodidacta, y muchas de sus observaciones las hizo en las tierras del Grove; una propiedad compartida con su marido, y luego como viuda. Fue descrita, en 1912, como "una de la más popular naturalista de su época."

## Biografía
Nació en 1830 en Banff, Aberdeenshire, Escocia; sus padres George y Margaret , y tenía tres hermanos. Su madre fallece en 1837 y su padre en 1838. Fue adoptada, después que su madre murió, por su tío, Alexander Elder, cofundador de Smith, Elder & Co.
Eliza se mudó a Streatham para vivir con sus tíos, y luego a Stoke Newington. No recibió una educación formal. Tenía mucho interés en la historia natural cuando niña; y, fue descripta en su juventud como "extremadamente solitaria y tranquila." En 1855, se casó con George Brightwen, un banquero quién desarrollaba negocios exitosos. La pareja se mudó a Stanmore y vivieron en la casa Elderslie, en Bushey Heath.
Eliza adolecía de problemas de salud, y tuvo una crisis nerviosa en 1872. Así, vivió como reclusa por diez años, con mínimo a ningún contacto con su marido y amigos. Raramente dejaba la casa y no leía. George Brightwen murió en 1883. Eliza entonces emergió de su reclusión, para estar activa intelectual y físicamente, pero continuó sufriendo de dolores de cuerpo por el resto de su vida. Y, rara vez dejaba The Grove.
Eliza vivió en Stanmore hasta que falleció en mayo de 1906. La casa, El Grove, era una propiedad con 70 ha de tierras donde llevó a cabo muchas de sus búsquedas. La pareja renovó la casa, a un diseño llevado a cabo por Brightwen Binyon. Habilitó un cuarto de billar para un museo después de la muerte de su marido.
Eliza era una filántropa; y concurría a la iglesia regularmente. Falleció sin hijos, y fue inhumada en la iglesia de Stanmore.

## Obra
Eliza llevó gran parte de sus estudios en bosques y tierras de su casa, The Grove. Empezó a escribir sobre su trabajo, a partir de sus sesenta años, en 1889. En 1890,  publicó Wild Nature Won by Kindness, sobre la vida animal. Así, comenzó a ser reconocida como naturalista. En 1892,  publica su segundo libro, More about Wild Nature, seguido por Inmates of my House & Garden, en 1895, considerado su trabajo maestro . Publicó un total de seis publicaciones durante su vida. Ella socializó con Philip Henry Gosse (de quién su segunda mujer, también llamada Eliza Brightwen, era la hermana de su marido), William Henry Flower, William Hooker, y James Paget. También escribió sobre el concepto de "museos de casa," en More about Wild Nature. El concepto de los museos caseros proviene de su propio museo casero en The Grove.
A su muerte, una colección de ensayos se publicaron titulándose Last Hours with Nature. Y, una autobiografía también se publicó, con un epílogo de Edmund Gosse, su sobrino.

## Otras lecturas
- Gosse, Edmund (editor). Eliza Brightwen : the Life and Thoughts of a Naturalist (Eliza Brightwen : la Vida y Pensamientos de un Naturalista). (1909)